# Michal Škvarka
Michail Škvarka (Martin, 19 agosto 1992) è un calciatore slovacco, centrocampista del Levadeiakos.

## Carriera

### Club
Ha giocato nel campionato slovacco, in quello ungherese e in quello polacco.

### Nazionale
Con la Nazionale Under-21 ha partecipato alle qualificazioni agli europei di categoria. L'8 gennaio 2017 esordisce da titolare in Slovacchia-Uganda (1-3), giocando l'intero match.

## Palmarès

### Club

#### Competizioni nazionali
- Campionato slovacco: 2

Zilina: 2009-2010, 2016-2017
- Supercoppa di Slovacchia: 2

Zilina: 2010, 2012
- Campionato ungherese: 2

Ferencvaros: 2019-2020, 2020-2021
- Souper Ligka Ellada 2: 1

Levadeiakos: 2023-2024 (girone A)